# 生物多样性与生态系统动力学研究所
生物多样性与生态系统动力学研究所（荷蘭語：Instituut voor Biodiversiteit en Ecosysteem Dynamica，缩写为IBED）是阿姆斯特丹大学下属的一所生物学和生态学教育和研究机构。